# André Gueye
André Gueye (né le 6 janvier 1967 à Pallo-Youga au Sénégal) est un évêque catholique sénégalais, archevêque de Dakar depuis 2025.

## Biographie
André Gueye est né le 6 janvier 1967 à Pallo-Youga, dans le département de Tivaouane au Sénégal. Il reçoit le sacrement du baptême trois mois après sa naissance, le 02 Avril 1967 et la confirmation à l'âge de 12 ans, le 8 juillet 1979 à la paroisse Notre-Dame-de-l'Annonciation de Mont-Roland au Sénégal.
Il fait l'école primaire à Mont-Roland entre 1973 et 1979. Puis, de 1979 à 1983, il fait ses études secondaires du 1er cycle au petit séminaire Saint Joseph de Ngasobil avant de rentrer au moyen séminaire de Thiès en octobre 1983. Il fait par la suite ses études secondaires du second cycle au collège Saint Gabriel de Thiès où il obtient un baccalauréat option lettres classiques en 1986.
Il entre au grand séminaire Libermann de Sébikotane à Dakar en 1986 puis transféré à celui de Brin de Ziguinchor en 1987 pour y faire des études de philosophie. Il étudie également la théologie pendant trois ans à Rome, à l'université pontificale urbanienne.
Il reçoit l'ordination diaconale le 14 décembre 1991 à Thiès. Il est ordonné prêtre le 27 juin 1992 en la cathédrale Sainte Anne de Thiès puis incardiné dans le même diocèse.
Après son ordination sacerdotale, il exerce plusieurs fonctions. Entre 1992 et 1997, il occupe la fonction de vicaire paroissial de Sainte Croix, à Bambey. De 1997 à 2000, il est vicaire paroissial de la cathédrale Sainte Anne de Thiès. En 2000 devient vicaire dominical de la cathédrale Sainte Anne de Thiès. À partir de 2004 il est nommé curé de la paroisse Sainte Croix de Bambey, fonction qu'il occupe jusqu'en 2006. Parallèlement, il étudie entre 2000 et 2005 et obtient une maîtrise et un diplôme d'études approfondies en philosophie, à l'université Cheikh-Anta-Diop de Dakar.
De 2006 à 2012, il occupe la fonction de professeur de philosophie au grand séminaire Saint Jean Marie Vianney de Brin dans le diocèse de Ziguinchor.

### Épiscopat
Le 18 janvier 2013, le pape Benoît XVI le nomme évêque ordinaire du diocèse de Thiès,. Il est consacré évêque le 25 mai 2013 par l'archevêque métropolitain de Dakar, le cardinal Théodore-Adrien Sarr,.
Le 22 février 2025, le pape François le nomme archevêque de Dakar. Il succède ainsi à Benjamin Ndiaye.